# Крушельницький Ярослав Олександрович
Ярослав Олександрович Крушельницький (нар. 16 березня 1983, Гузар, Кашкадар'їнська область, Узбецька РСР) — узбецький футболіст українського походження, захисник.

## Клубна кар'єра
Виступав в узбецьких клубах «Кимьогар» (Чирчик), «Академія» (Ташкент), «Пахтакор», «Навбахор», «Андижан», «Насаф», «Кизилкум», «Шуртан» та «Актепа». За кордоном грав за російський «Ротор», іранський «Мес Сарчешмех» та малазійський «Фелда Юнайтед». У складі останнього клубу став срібним призером другої за значимістю ліги країни та фіналіст кубку асоціації футболу Малайзії.

## Кар'єра в збірній
У футболці національної збірної Узбекистану дебютував 8 серпня 2010 року в програному (0:1) поєдинку проти Албанії. У 2010 році отримав травму, через що не взяв участь у Кубку Азії 2011 року

## Статистика виступів

### У збірній
Станом на 14 грудня 2013
| Матчі Ярослава Крушельницького за збірну Узбекистану | Матчі Ярослава Крушельницького за збірну Узбекистану | Матчі Ярослава Крушельницького за збірну Узбекистану | Матчі Ярослава Крушельницького за збірну Узбекистану | Матчі Ярослава Крушельницького за збірну Узбекистану | Матчі Ярослава Крушельницького за збірну Узбекистану | Матчі Ярослава Крушельницького за збірну Узбекистану |
| ---------------------------------------------------- | ---------------------------------------------------- | ---------------------------------------------------- | ---------------------------------------------------- | ---------------------------------------------------- | ---------------------------------------------------- | ---------------------------------------------------- |
| №                                                    | Дата                                                 | Суперник                                             | Рахунок                                              | Голи                                                 | Змагання                                             |                                                      |
| 1                                                    | 11 серпня 2010                                       | Албанія                                              | 0-1                                                  | -                                                    | Товариський матч                                     |                                                      |
| 2                                                    | 7 вересня 2010                                       | Естонія                                              | 3-3                                                  | -                                                    | Товариський матч                                     |                                                      |
| 3                                                    | 9 жовтня 2010                                        | Саудівська Аравія                                    | 0-4                                                  | -                                                    | Товариський матч                                     |                                                      |
| 4                                                    | 12 жовтня 2010                                       | Бахрейн                                              | 4-2                                                  | -                                                    | Товариський матч                                     |                                                      |

Загалом: 4 матчі / 0 голів; 1 перемога, 1 нічия, 2 поразки.